# Грохов (Лоевский район)
Грохов (бел. Грохаў) — деревня в Ручаёвском сельсовете Лоевского района Гомельской области Беларуси.
Кругом лес.

## География

### Расположение
В 24 км на запад от Лоева, 84 км от железнодорожной станции Речица (на линии Гомель — Лунинец), 108 км от Гомеля.

## Транспортная сеть
Транспортные связи по просёлочной, затем автомобильной дороге Брагин — Лоев. Планировка состоит из прямолинейной улицы, близкой к меридиональной ориентации, пересекаемой короткой прямолинейной улицей. Застройка двусторонняя, деревянная, усадебного типа.

## История
По письменным источникам известна с XIX века как деревня в Ручаёвской волости Речицкого уезда Минской губернии. Помещик Пандчулидев владел в 1876 году в деревне и окрестности 2926 десятинами земли. С 8 декабря 1926 года до 30 декабря 1927 года центр Гроховского сельсовета Лоевского района Речицкого с 9 июня 1927 года Гомельского округов. В 1930 году организован колхоз «Красный авангард», работали ветряная мельница и кузница. Согласно переписи 1959 года в составе колхоза «Коммунист» (центр — Димамерки). Располагались клуб, библиотека.

## Население

### Численность
- 1999 год — 45 хозяйств, 80 жителей.

### Динамика
- 1897 год — 91 двор, 520 жителей (согласно переписи).
- 1908 год — 100 дворов, 667 жителей.
- 1930 год — 107 дворов, 605 жителей.
- 1959 год — 388 жителей (согласно переписи).
- 1999 год — 45 хозяйств, 80 жителей.